# Emma (film, 2020)
Emma är en brittisk romantisk dramafilm från 2020 i regi av Autumn de Wilde, med manus av Eleanor Catton. Filmen är baserad på Jane Austens roman Emma från 1816. Den hade premiär i Sverige den 14 februari 2020, utgiven av Universal Pictures.

## Handling
Filmens handling utspelar sig i England under 1800-talet. Emma Woodhouse, en välmenande men självisk rikemansdotter, leker äktenskapsmäklare och försöker tota ihop par sin omgivning utan att tänka på vilka konsekvenser det kan få för hennes omgivning.

## Rollista (i urval)
- Anya Taylor-Joy – Emma Woodhouse
- Johnny Flynn – George Knightley
- Bill Nighy – Herr Woodhouse
- Mia Goth – Harriet Smith
- Myra McFadyen – Fru Bates
- Josh O'Connor – Herr Elton
- Callum Turner – Frank Churchhill
- Rupert Graves – Herr Weston
- Gemma Whelan – Fru Weston
- Miranda Hart – Fru Bates